# Maná (juegos)

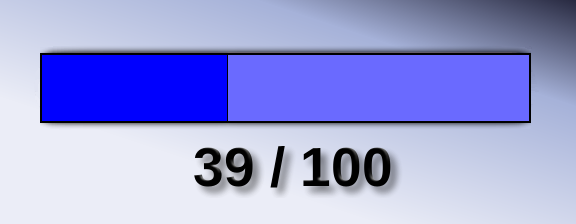
Imagen de una barra de maná o barra mágica, que se utiliza para realizar un seguimiento de los puntos mágicos (MP) de un personaje en un videojuego.

El maná es un término de los juegos, que tendría su origen en el concepto de mana de la religión y mitología polinésica. En términos de juegos de ficción es una fuente de energía evocada principalmente en juegos de rol, así como en el juego de cartas coleccionables Magic: el encuentro. 
Esta energía es el concepto equivalente a los habituales puntos mágicos (utilizados en la mayor parte de juegos de rol involucrados en magia) y se utiliza para poder invocar hechizos o conjuraciones. Es ilimitada, aunque a veces hay que esperar un tiempo a que se recupere del todo (como la fatiga en la vida real). No solo los magos sino también los personajes guerreros usan el mana, aunque solo los de muy alto rango mágico. Suele representarse a esta energía de color azul en casi todos los casos y en muchos juegos existen ciertas pociones mágicas capaces de devolverle el maná a un mago, como a través de la meditación.

## Historia
El sistema mágico en los juegos de rol como Dungeons & Dragons se basa en gran medida en los patrones establecidos en las novelas del autor Jack Vance. En este sistema, el personaje del jugador solo puede memorizar un número fijo de hechizos de una lista de hechizos. Una vez que se usa este hechizo una vez, el personaje lo olvida y no puede volver a usarlo. 
"Mana" es una palabra que proviene de los idiomas polinesios que significa algo como "poder sobrenatural". El concepto de maná fue introducido en Europa por el misionero Robert Henry Codrington en 1891 y fue popularizado por Mircea Eliade en la década de 1950. Fue introducido por primera vez como un combustible mágico utilizado para lanzar hechizos en el cuento de 1969, "No mucho antes del fin", por Larry Niven. Desde entonces se ha convertido en un elemento básico y común tanto en juegos de rol como en videojuegos.